# حملة فريزر
حملة فريزر (بالإنجليزية: Fraser expedition) أو حملة الإسكندرية 1807 وتعرف أيضاً باسم الحرب الأنجلو-مصرية الأولى كانت حملة عسكرية للبحرية الملكية والجيش البريطاني أثناء الحرب الأنجلو-عثمانية (1807-1809) ضمن تداعيات الحروب النابليونية للاستيلاء على الإسكندرية في مصر بغرض تأمين قاعدة عمليات ضد الدولة العثمانية في البحر المتوسط. وكانت جزءاً ضمن إستراتيجية أكبر لمواجهة التحالف العثماني الفرنسي للسلطان العثماني سليم الثالث. أدى ذلك إلى احتلال الإسكندرية من 18 مارس إلى 25 سبتمبر 1807. حينما فتح أهالي الإسكندرية، بسبب تذمرهم من محمد علي، بوابات المدينة أمام القوات البريطانية، مما سمح بواحدة من أسهل عمليات الاستيلاء على المدن من قبل القوات البريطانية خلال الحروب النابليونية. ومع ذلك، أثبتت محاولات التقدم نحو الداخل أنها كارثية مع هزيمة القوات البريطانية مرتين في معارك رشيد (الميناء الذي يؤمن مدخل النيل)، بتكلفة تزيد عن 900 ضابط وجندي قتيل وأكثر من 500 أسير. ونتيجة لذلك، اضطرت القوات البريطانية إلى الانسحاب إلى الإسكندرية، حيث ظلت محاصرة. وبعد عدة عمليات غير حاسمة ضد القوات المصرية وعدم القدرة على جمع الإمدادات، اضطرت الحملة إلى الشروع في الإبحار مجدداً ومغادرة الإسكندرية، دون حصولها على أي موضع نفوذ هام في مصر أو وصولها لأي أهداف محددة تؤثر على تحسن علاقات الإمبراطورية العثمانية مع فرنسا.

## بداية الحملة
بدأت الحملة في منتصف فبراير 1807 عندما أمر الجنرال فوكس المتمركز في مسينة قوة من القوات البريطانية المتواجدة في كالابريا وصقلية بالشروع في الإبحار في مهمة يُشاع أن تكون متجهة إلى القسطنطينية بينما عُينّ جون توماس دكورث نائباً لقائد أسطول البحر المتوسط، الذي أبحر إلى القسطنطينية، لكنه فشل في تقديم دعم فعال للبحرية الإمبراطورية الروسية بقيادة ديمتري سينيافين في عملية الدردنيل. بعد مغادرته القسطنطينية، بصفته أدميرالًا في السرب الأبيض، كان من المقرر أن يلتقي بأسطول الحملة في خليج أبو قير. ومع ذلك، بحلول 17 مارس، اقترب أسطول الحملة الذي يضم على متنه ما يقرب من 6,000 جندي بريطاني من الإسكندرية تحت قيادة الجنرال ألكسندر ماكنزي فريزر.

## احتلال الإسكندرية

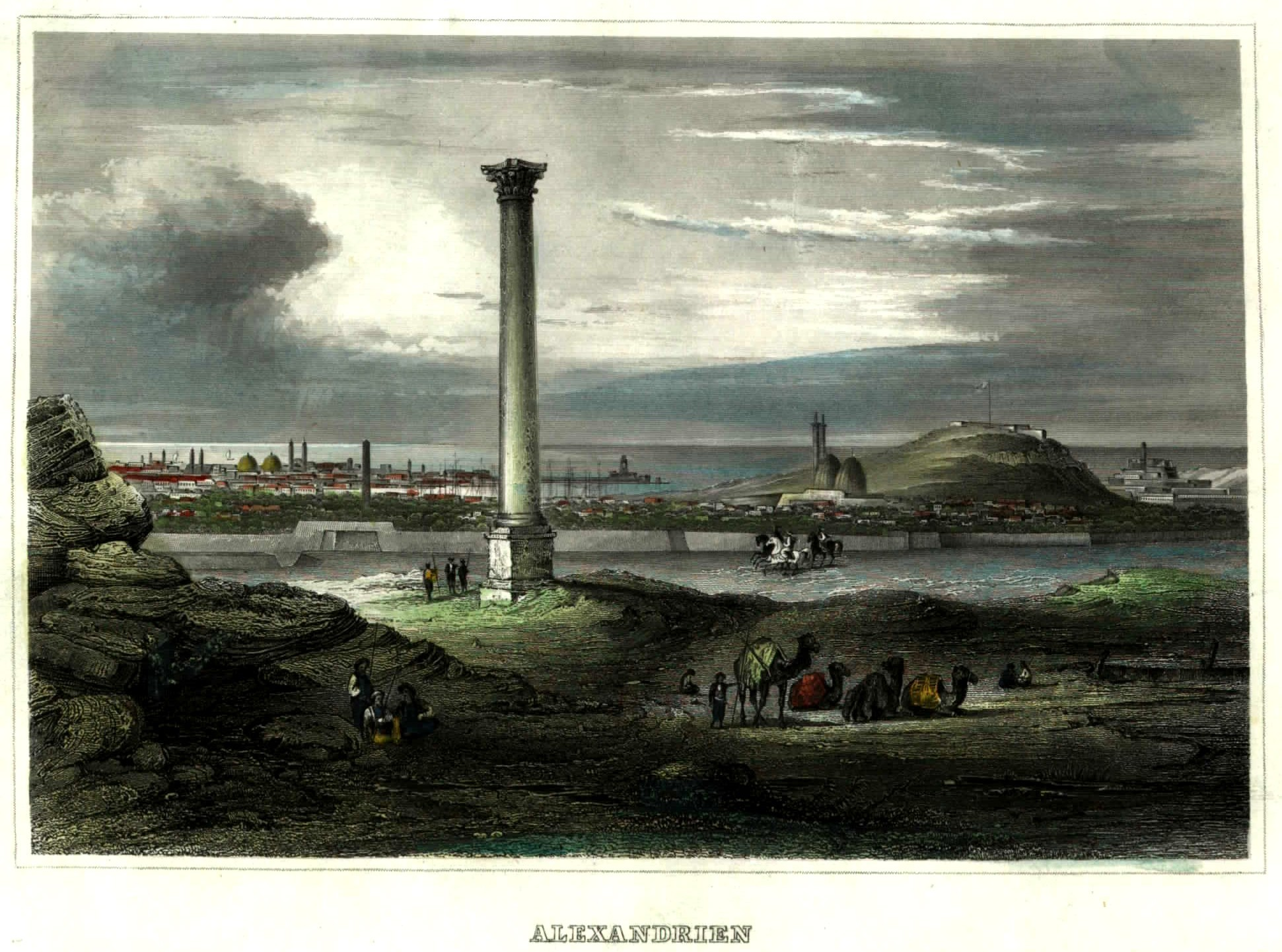
عمود السواري وفي الخلفية مدينة الإسكندرية عام 1850

لم يكن ظهور البحرية البريطانية قبالة الإسكندرية متوقعاً، فتمكنت السفينة إيتش إم إس تيغر من أسر فرقاطتين عثمانيتين، يوري باهار (40 مدفع) ويوري ناصارد (34 مدفع) في 20 مارس والحراقة فارا نوما (16 مدفع) في 21 مارس. أما الفرقاطة إيتش إم إس أبولو، فقد انفصلت عن القوة الرئيسية مع تسعة عشر سفينة أخرى في 7 مارس. ولم تشارك خلال عمليات الإنزال الأولى.
كانت حامية المدينة في ذلك الوقت تتألف من القوات الألبانية والتي حاول القنصل العام الفرنسي برناندينو دروفيتي دفعها للتصدي للإنزال البريطاني غرب المدينة. وعلى الرغم من ارتفاع الأمواج، فقد نجح ما يقرب من 700 جندي مع خمسة مدافع ميدانية وبصحبة 56 بحاراً بقيادة الملازم جيمس بوكسر من النزول دون مقاومة بالقرب من الوادي الذي يمتد من بحيرة مريوط إلى البحر. اخترقت هذه القوات التحصينات المحيطة في الساعة الثامنة مساءً من يوم 18 مارس. كان من حسن طالع المهاجمين أنهم لم يواجهوا مقاومة تذكر لأن الخطوط الممتدة من طابية دي بينس إلى بحيرة مريوط ضمت ثمانية مدافع ضمن ثلاث بطاريات وثلاثة عشر مدفع على الجناح الأيمن للطابية. كانت الخسائر البريطانية خفيفة؛ لكن بوابة بومبي (المعروفة أيضًا باسم عمود السواري)، كانت محصنة بالمتاريس ويدافع عنها نحو 1.000 من الجنود والمتطوعين المسلحين، مما أجبر القوات البريطانية على إقامة معسكر في الجنوب. ثم أرسلت مفرزتين لاحتلال قلعة أبو قير و«الثغر» قلعة قايتباي وهي قلعة في الإسكندرية بين بحيرتي المعدية ومريوط. كانت مهمة المفرزة منع التعزيزات العثمانية من الوصول إلى المدينة. وفي اليوم التالي، 20 مارس، ظهرت بقية قطع الأسطول قبالة الإسكندرية وبُعثّ برسول عربي يحمل عرض الاستسلام الذي قبلته سلطات المدينة. ظهر السير جون توماس دكورث في 22 مارس، قبالة الإسكندرية في سفينة القيادة إتش إم إس جورج، مع جزء من أسطوله، مما عزز ثقة القوات البريطانية.
عند احتلال المدينة، علم فريزر وقادته لأول مرة بوفاة محمد بك الألفي، الذي تعلقت آمالهم على تعاونه في تحقيق نجاح أكبر. وبعثوا بالرسل من فوره إلى خليفته وغيرهم من البكوات المحليين يدعوه للقدوم إلى الإسكندرية. استطاع الوزير البريطاني المقيم ميجور ميسيت، بمؤازرة داكورث، إقناع الجنرال ماكنزي فريزر بأهمية احتلال رشيد والرحمانية لتأمين الإمدادات للإسكندرية لأنهم بذلك سوف يسيطروا على القناة التي من خلالها تأتي الإمدادات إلى المدينة عبر نهر النيل.

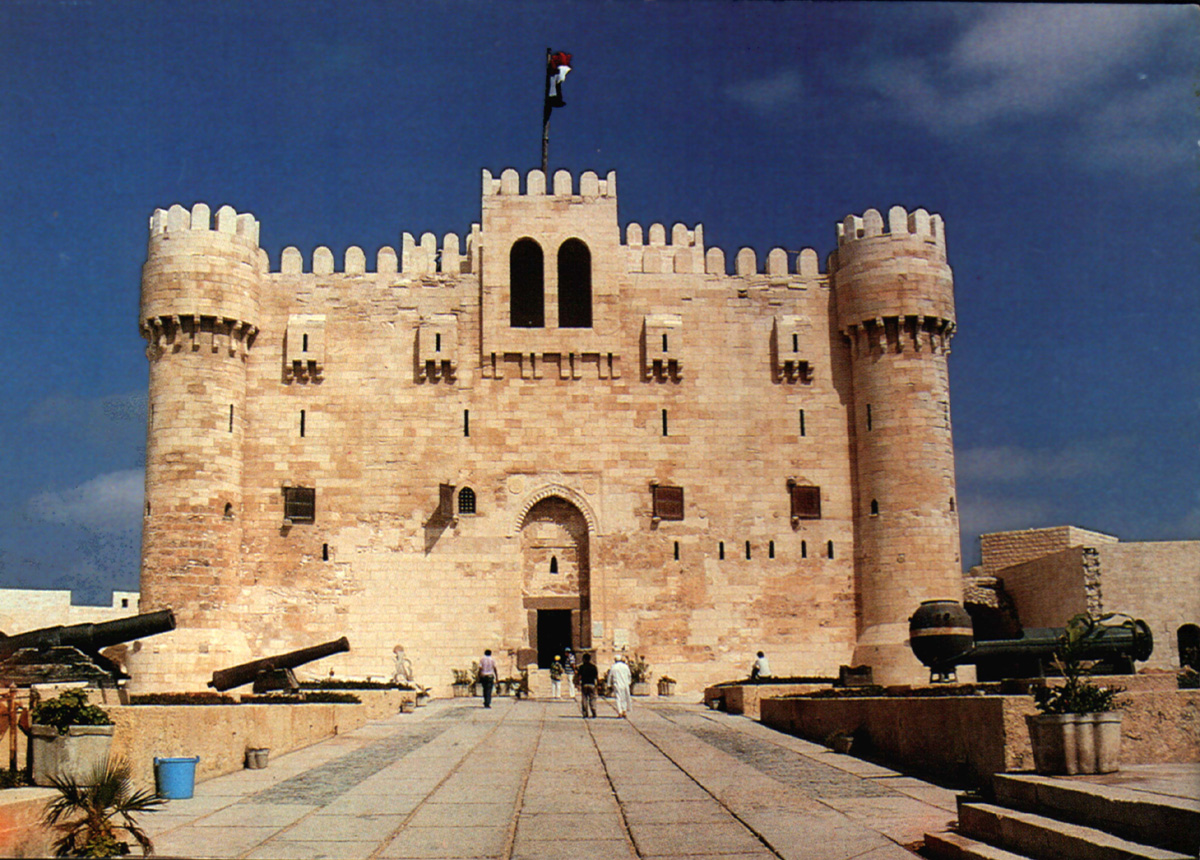
واجهة قلعة قايتباي

## مناورة محمد علي
في هذه الأثناء، بينما كان محمد علي يقود تجريدة ضد البكوات المماليك في صعيد مصر (هزمهم فيما بعد بالقرب من أسيوط)، سمع بوصول البريطانيين. ونظراً لخوفه الكبير من أن ينضم إليهم البكوات، خاصةً أنهم كانوا في أقصى الشمال من موقعه، أرسل على الفور رُسلًا إلى خصومه. يعدهم بالامتثال لجميع مطالبهم إذا توجب عليهم المشاركة في طرد الغزاة؛ فوافقوا على هذا المقترح وسار كلا الجيشين نحو القاهرة على ضفتي النهر.

## معركة رشيد

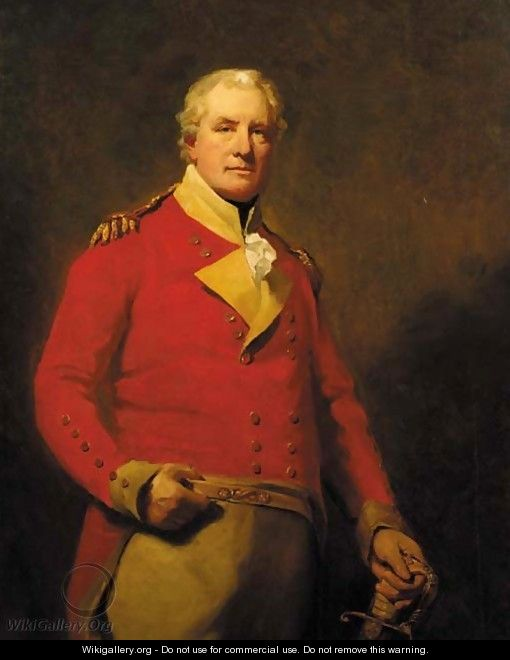
القائد فريزر

في 21 مارس 1807 م، تصدى أهالي رشيد بقيادة محافظها علي بك السلانكي للحملة الإنجليزية بقيادة الجنرال فريزر، بعد عامين على تولي محمد علي حكم مصر. وكان الإنجليز قد انتهزوا الصراع بين الوالي محمد علي والمماليك وضعف الجبهة الداخلية، فاتفقوا مع محمد بك الألفي زعيم المماليك على أن يؤيد الحملة البريطانية، في مقابل أن تكفل إنجلترا للمماليك الاستيلاء على مقاليد البلاد. إلا أن الألفي مات قبل وصول هذه الحملة إلى مصر.
كانت الخطة أن يزحف المماليك إلى القاهرة ليحتلوها، والإنجليز يحتلون بأسطولهم موانئ مصر، وبعدها يزحفون إلى الدلتا ويحتلون القاهرة لإسقاط حكم محمد علي، على أن يعاونهم المماليك عملاؤهم في مصر ولا سيما جبهة الألفي بك. كان الجنرال فريزر في الإسكندرية، قد تلقي تقريرًا من قنصل إنجلترا في رشيد عن حالة مصر وما بها من قوات مما جعله يزحف برًا إلى رشيد لاحتلالها، واتخاذها قاعدة حربية لقواته، وكلف القائد «ويكوب» بهذه المهمة العسكرية.
تحرك ويكوب في 1600 جندي من الإسكندرية إلى رشيد. عزم محافظ إقليم رشيد علي بك السلانكي وقواته الـ 700 جندي، على مقاومة عساكر الإنجليز، واستنفر الشيخ حسن كريت الأهالي للمقاومة الشعبية، فأمر بإبعاد المراكب المصرية من أمام شاطئ النيل برشيد إلى البر الشرقي المقابل عند الجزيرة الخضراء وبرج مغيزل بمركز مطوبس، لمنع الأهالي من ركوبها والفرار من المدينة، حتى لا يجد رجال حاميته وسيلة للارتداد أو الاستسلام أو الانسحاب، كما فعلت حامية الإسكندرية من قبل. أصبحت الحامية بين الأهالي متوارية بالمنازل داخل مدينة رشيد، لا مناص أمامهم إلا القتال والمقاومة، وأمرهم بعدم التحرك أو إطلاق النار إلا بعد صدور إشارة متفق عليها، فتقدم الإنجليز ولم يجدوا أي مقاومة، فاعتقدوا أن المدينة ستستسلم كما فعلت حامية الإسكندرية، فدخلوا شوارع المدينة مطمئنين، وأخذوا يستريحون بعد السير في الرمال من الإسكندرية إلى رشيد، وانتشروا في شوارع المدينة والأسواق للعثور على أماكن يلجئون إليها ويستريحون فيها. وما كادوا يستريحون، حتى انطلق نداء الآذان بأمر السلانكي من فوق مئذنة مسجد سيدي زغلول مرددًا: الله أكبر، حي على الجهاد. فانهالت النيران من الأهالي وأفراد حامية رشيد من نوافذ المنازل وأسطحها، فقتل جنود وضباط من الحملة، وهرب من بقي حيًا.
بلغ خسائر الإنجليز 185 قتيلاً و 282 جريحًا و 120 أسيرًا لدي حامية رشيد، وأتي محمد علي بقواته بعدما انسحب الإنجليز للإسكندرية، وفاوض محمد علي الجنرال فريزر على الانسحاب من مصر التي غادرها مع قواته، وأحبط أهالي رشيد المشروع البريطاني لاحتلال مصر، وأصبح يوم 19 سبتمبر عيدًا قوميًا لمحافظة البحيرة.

## معركة الحماد
بعد عدة مناوشات وقعت المعركة التي حسمت أمر الحملة البريطانية، فقد تقابل الجيش المصري الذي وصل أخيراً بقيادة طبوز أوغلي بالجيش البريطاني في قرية الحماد وأوقع به هزيمة شديدة تكبد فيها الإنجليز 416 قتيل و 400 أسير وانسحبت القوة البريطانية التي كانت تحاصر رشيد خوفاً من تعرضها لمصير مماثل وارتدت إلى الإسكندرية.

## حصار الإسكندرية
أجبرت الهزيمة في رشيد ماكنزي فريزر على إعادة النظر في موقفه وأُمرت القوات البريطانية بإعادة احتلال الإسكندرية التي سرعان ما حاصرتها القوات المصرية والمماليك من القاهرة. عرض محمد علي بعد ذلك، مستخدماً حسن نيته المزعومة كذريعة، على البريطانيين حرية تلقي الإمدادات من سفن أسطول دكورث وكذلك اتفاقية تجارة الحبوب مع ضمانات إضافية للأمن لأي طرق تجارية إلى الهند مقابل الاعتراف باستقلاله عن الدولة العثمانية. قَبلّ البريطانيون باتفاقية الحبوب واستمر تسليم الإمدادات إلى القوات البريطانية في الإسكندرية. ومع ذلك، لم تعترف الحكومة البريطانية باستقلاله رسمياً والتي لم تكن لديها نية لتفكيك الإمبراطورية العثمانية في هذا التوقيت.

## الجلاء عن الإسكندرية
استطاع الكولونيل درافيتي، الذي كان يقدم المشورة حينها لمحمد علي في القاهرة، إقناع الحاكم بالإفراج عن الأسرى البريطانيين كبادرة حسن نية وتجنيبهم المصير المعتاد المتمثل في أن يصبحوا عبيداً لآسريهم. وفي سبتمبر، عندما لم يعد من الممكن تحقيق أي فائدة أخرى من احتلال الإسكندرية، سُمحّ للجنرال ماكنزي فريزر بتسليم المدينة والانسحاب إلى صقلية في الخامس والعشرين من ذات الشهر.

## قوة الحملة البريطانية
| البحرية الملكية إتش إم إس رويال جورج (100 مدفع) بقيادة نائب الأدميرال دكورث (سفينة القائد)، النقيب ريتشارد دالينج دن إتش إم إس كانوبوس (80 مدفع) إتش إم إس ريبولز (74 مدفع) إتش إم إس بومبي (74 مدفع) إتش إم إس ثاندرر (74 مدفع) إتش إم إس تايغر (74 مدفع) بقيادة النقيب بنجامين هالويل إتش إم إس أبولو (38 مدفع) بقيادة النقيب فيلوز إتش إم إس ويزارد حراقة (16 مدفع) بقيادة النقيب بالمر 33 سفينة | الجيش البريطاني مفرزة من، فيلق الأركان الملكي مفرزة من، المدفعية الملكية مفرزة من، المهندسون الملكيون بقيادة السير جون بورغوين سرية الخيالة الثالثة فوج التنانين العشرين الخفيف فوج المشاة الحادي والثلاثين الكتيبة الأولى، فوج المشاة الخامس والثلاثين الكتيبة الثانية، فوج المشاة الخامس والثلاثين الكتيبة الثانية، فوج المشاة الثامن والسبعين فوج رول الصيادون البريطانيون الفوج الصقلي شعبة المعاونة العامة الميرة الطاقم الطبي شعبة دفع الرواتب العامة شعبة الإمدادات العامة |

## وصلات خارجية
- كتاب أحوال مصر. بقلم أحمد محمد عوف
- تاريخ الفصيلة 35 للجيش الملكي البريطاني (بالإنجليزية)
- ذكرى معركة رشيد ومقاومة الحملة الإنجليزية